# Патрик Кілпатрик
Патрик Кілпатрик (англ. Patrick Kilpatrick; нар. 20 серпня 1949) — американський актор.

## Біографія
Роберт Дональд Кілпатрик молодший народився в місті Оранж, штат Вірджинія, в сім'ї Роберта Дональд Кілпатрик старшого і Еллі Фей Хайнс Кілпатрик. Його батько був лейтенантом ВМС США, який служив у команді водолазів-підривників (англ. Underwater Demolition Team) протягом Другої світової війни і війни в Кореї. Коли Кілпатрику було шість років, його сім'я переїхала з Вірджинії в Коннектикут. Будучи підлітком ледь не загинув в автокатастрофі. На початку 1970-х років сім'я повернулася у Вірджинію. Навчався в Університеті Річмонда, вивчав англійську мову та історію. Навчався акторській грі у Нью-Йоркському Університеті.

## Кар'єра
Спочатку Кілпатрик працював журналістом. Потім якості актора почав виступати у позабродвейських театрах. У кіно вперше з'явився у фільмі «Токсичний месник» (1984). Відомий за такими фільмами, як «Клас 1999» (1990), «В облозі 2: Темна територія» (1995), 1996 «Герой-одинак» (1996).

## Особисте життя
Кілпатрик вперше одружився у 1973 році на Мерилін Мартін, через рік вони розлучились. Потім його дружиною стала Пніна Анза (1978–1979). Втретє в 1986 році одружився з британською моделлю Керрі Линха-Сміт, у 2003 році вони розлучилися. Від цього шлюбу у Кілпатрика народилися двоє синів, Бен і Сем.

## Фільмографія
- 1984 — Токсичний месник / The Toxic Avenger
- 1985 — Нікчема / Insignificance
- 1988 — Президіо / The Presidio
- 1993 — Вирішальний поєдинок / Showdown
- 1995 — В облозі 2: Темна територія / Under Siege 2: Dark Territory
- 1995 — Бабуся / The Granny
- 1996 — Стирач / Eraser
- 1996 — Герой-одинак / Last Man Standing
- 1997 — Звільніть Віллі 3 / Free Willy
- 1998 — Вбивці на заміну / The Replacement Killers
- 1999 — Хайджек / Hijack
- 2000 — Злодій завжди злодій / Luck of the Draw
- 2000 — Контрольний постріл (Цілком таємно) / Surekill
- 2005 — Полювання на привидів / Chasing Ghosts
- 2008 — Парасомнія / Parasomnia
- 2008 — Термінатор: Хроніки Сари Коннор / Terminator: The Sarah Connor Chronicles